# Шанава, Константин
Константи́н Тамазович Шана́ва (груз. კონსტანტინე შანავა, род. 5 мая 1985) — грузинский шахматист, гроссмейстер (2006).
В составе сборной Грузии участник 2-х Олимпиад (2012—2014).

## Спортивные результаты
| Год  | Город            | Турнир                        | + | − | = | Результат | Место |
| ---- | ---------------- | ----------------------------- | - | - | - | --------- | ----- |
| 2001 | Оропеса-дель-Мар | Чемпионаты мира среди кадетов |   |   |   | 8½ из 11  | 1     |
| 2012 | Стамбул          | 40-я Олимпиада                | 4 | 0 | 4 | 6 из 8    | 3     |
| 2014 | Тромсё           | 41-я Олимпиада                | 2 | 3 | 2 | 3 из 7    |       |

## Изменения рейтинга
| Графики недоступны из-за технических проблем. См. информацию на Фабрикаторе и на mediawiki.org. |